# Santolina

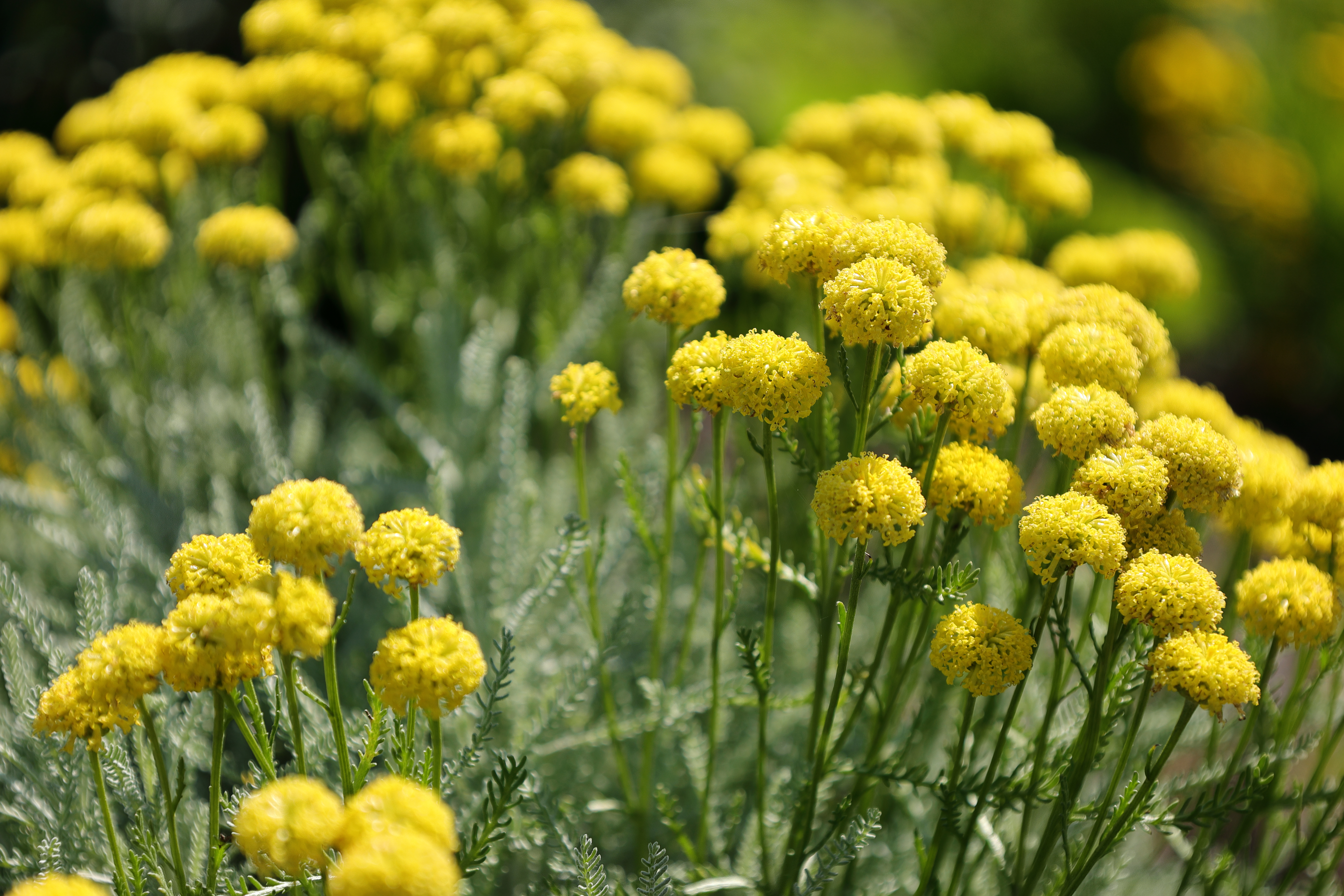
Santolina chamaecyparissus

Santolina (Santolina L.) – rodzaj roślin z rodziny astrowatych. Obejmuje 26 gatunków. Zasięg rodzaju obejmuje zachodnią część basenu Morza Śródziemnego, zachodnią Europę po Wielką Brytanię i Niemcy na północy oraz Ukrainę i rejon Kaukazu. Jako introdukowane i dziczejące gatunki z tego rodzaju rosną w różnych krajach Europy, Afryki i na obu kontynentach amerykańskich.
Rośliny te uprawiane są jako ozdobne (najbardziej popularna jest santolina cyprysikowata S. chamaecyparissus, której okazy uprawiane są prawdopodobnie klonem pierwotnie jednej rośliny), także w Polsce. Santolina rozmarynolistna S. rosmarinifolia wykorzystywana bywa lokalnie jako roślina przyprawowa. W przeszłości rośliny te wykorzystywano jako aromatyzujące i zabezpieczające ubrania przed owadami.

## Morfologia

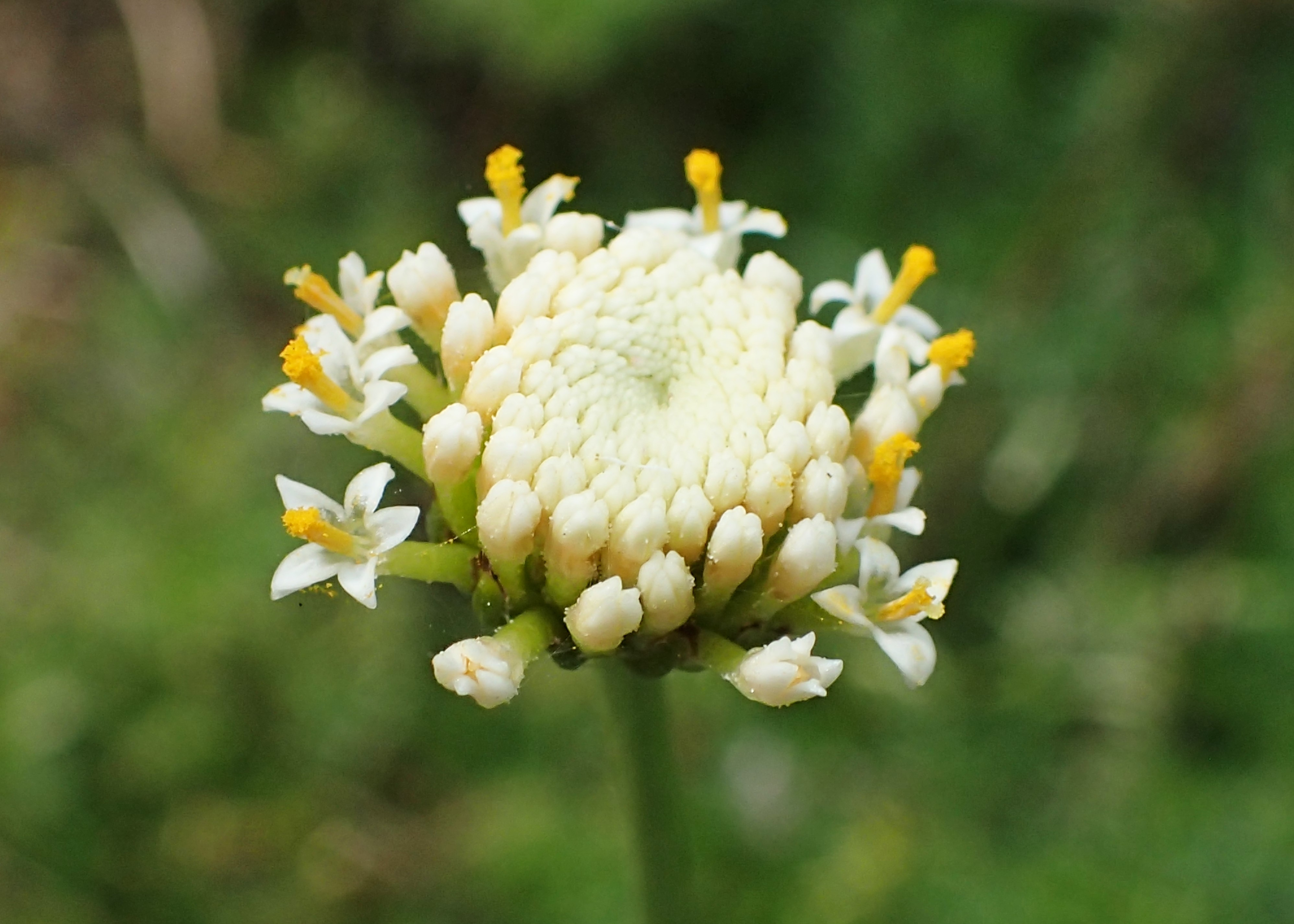
Santolina pinnata

PokrójSilnie aromatyczne krzewy o pędach ścielących się i podnoszących oraz wzniesionych, zwykle srebrzyście lub szaro owłosionych.
LiścieSkrętoległe, pierzastoklapowane z ciasno ułożonymi odcinkami, owłosione.
KwiatyZebrane w koszyczki kwiatowe umieszczone pojedynczo na szczytach wzniesionych gałązek. Listki okrywy ułożone są w kilku rzędach, przy czym dolne są krótsze od górnych. Dno koszyczka jest lekko wypukłe, z łuseczkowatymi plewinkami. Kwiaty w koszyczku są zwykle obupłciowe, wszystkie są rurkowate z koroną żółtą do białawej, zwieńczoną 5 łatkami. Rurka korony zwykle jest ścieśniona i często oskrzydlona. Łącznik w główce pręcika ma koniec lancetowaty i płaski. Słupek zakończony jest dwoma nitkowatymi ramionami ze znamieniem w postaci dwóch linii na ramionach.
OwoceWydłużone i trój- lub pięciokanciaste niełupki, gładkie i pozbawione puchu kielichowego.

## Systematyka
Pozycja systematyczna
Rodzaj z podplemienia Santolininae, plemienia Anthemideae, podrodziny Asteroideae i rodziny astrowatych Asteraceae.
Wykaz gatunków
- Santolina africana Jord. & Fourr.
- Santolina ageratifolia Asso
- Santolina benthamiana Jord. & Fourr.
- Santolina canescens Lag.
- Santolina chamaecyparissus L. – santolina cyprysikowata
- Santolina corsica Jord. & Fourr.
- Santolina decumbens Mill.
- Santolina elegans Boiss. ex DC.
- Santolina ericoides Poir.
- Santolina etrusca (Lacaita) Marchi & D'Amato
- Santolina impressa Hoffmanns. & Link
- Santolina insularis (Gennari ex Fiori) Arrigoni
- Santolina ligustica Arrigoni
- Santolina magonica (O.Bolòs, Molin. & P.Monts.) Romo
- Santolina melidensis (Rodr.Oubiña & S.Ortiz) Rodr.Oubiña & S.Ortiz
- Santolina neapolitana Jord. & Fourr.
- Santolina oblongifolia Boiss. – santolina długolistna
- Santolina orocarpetana Riv.-Guerra
- Santolina pectinata Lag.
- Santolina pinnata Viv.
- Santolina rosmarinifolia L. – santolina rozmarynolistna
- Santolina semidentata Hoffmanns. & Link
- Santolina vedranensis (O.Bolòs & Vigo) L.Sáez, M.Serrano, S.Ortiz & R.Carbajal
- Santolina villosa Mill.
- Santolina virens Mill.
- Santolina viscosa Lag.

## Zastosowanie i uprawa
Niektóre gatunki ze względu na swoje aromatycznie pachnące liście i srebrzyste ubarwienie są uprawiane jako rośliny ozdobne. W polskich warunkach nie są w pełni odporne na mróz (strefy mrozoodporności 7–10), dlatego zwłaszcza w centrum i na wschodzie uprawiane są jako rośliny jednoroczne. Wymagają słonecznego stanowiska i przepuszczalnego podłoża. Rozmnaża się je z sadzonek.